# Jens Sigsgaard
Jens Sigsgaard (14. august 1910 i Kås, Jetsmark Sogn – 27. januar 1991) var en dansk psykolog (cand.psych.), forfatter og forstander for Frøbelseminariet. Jens Sigsgaards første og nok bedst kendte bog var Palle alene i Verden. Han var bror til Thomas Sigsgaard og i familie med Erik Sigsgaard.